# Ana Yabar Sterling
Ana Yabar Sterling (Pamplona, 1948) és una advocada, economista i política navarresa, diputada per València al Congrés dels Diputats en la III legislatura.

## Biografia
El 1974 es doctorà en dret per la Universitat de Navarra i el 1976 en economia per la Universitat Complutense de Madrid. És catedràtica d'Economia Política i Hisenda Pública a la Universitat Complutense.
Políticament, es vinculà al Partit Liberal, i fou escollida diputada a les files de Coalició Popular per la província de València a les eleccions generals espanyoles de 1986. Fou vocal de la Comissió d'Educació i Cultura i Secretària de la Comissió de Peticions del Congrés dels Diputats.
Quan es trencà la coalició en gener de 1988, passà al Grup Mixt i posteriorment es vinculà al CDS. A les eleccions de 1989 ja no es va presentar i continuà amb la seva tasca acadèmica i la publicació de llibres. El 2006 fou nomenada Directora de l'Institut Universitari de Cièncias Ambientals (IUCA) i presidenta del Comitè Espanyol de l'IHD. En 2011 fou copresidenta de la 12a Conferència Global de Tributació Ambiental (12th GCET), Madrid del 20 al 21 d'octubre de 2011.

## Obres
- Hacienda pública. Volumen 1316 de Unidades Didácticas. Con César Albiñana García Quintana. Editor Universidad Nacional de Educación a Distancia, 111 pp. ISBN 8436202147 (1974)
- El sector público en España: un análisis cuantitativo de política fiscal. 294 pp. ISBN 8471960397 (1977)
- Política fiscal y neutralidad presupuestaria. Estudios de Hacienda Pública. Editor Instituto de Estudios Fiscales, 201 pp. ISBN 8471960621 (1977)
- Un futuro para la economía española (1978)
- La actividad financiera de los municipios de Navarra (1979)
- La actividad financiera de los municipios de Navarra. Con José María San Martín, y Javier Marín Ordoqui. Editor Diputación Foral de Navarra, 386 pp. ISBN 23504271 Error en ISBN: longitud ni 10 ni 13 (1979)
- La distribución funcional de la renta en España y en la Comunidad Económica Europea. 213 pp. ISBN 8485719301 (1982)
- La economía de Cantabria: estructura actual y perspectiva de futuro. Editor Gobierno de Cantabria, Consejería de Economía, Hacienda y Comercio, 242 pp. ISBN 8450520835 (1985)
- Fiscalidad ambiental. Monografía Derecho financiero y tributario. Edición	ilustrada de Cedecs, 527 pp. ISBN 8495027089 (1998)
- La protección fiscal del medio ambiente: aspectos económicos y jurídicos. Monografías Jurídicas/Marcial Pons Series. Monografías jurídicas. Con Ángel Baena Aguilar. Edición ilustrada de Marcial Pons, 453 pp. ISBN 8472489302 (2002)
- Cambio climático: planteamientos y análisis desde una perspectiva multidisciplinar (2005)[6]
- Política ambiental y ordenación del territorio urbano en la Unión Europea y España, pp. 14-36. En: Nuevas tendencias en la ordenación del territorio. 350 pp. ISBN 978-84-692-6725-7 Llibre en línia[Enllaç no actiu]